# 江忠垣
江忠垣（1997年12月16日—），為台灣的棒球選手之一，目前效力中華職棒味全龍隊，守備位置為捕手。2021年轉任助理管理。

## 職棒生涯
於2016年6月27日舉行之季中選秀由Lamigo桃猿以第六輪（全選秀會第24順位）選進。
2019年11月28日，中職替新球隊舉辦的「擴充特別選秀會」中，江忠垣被味全龍隊挑中。2020年11月，在味全龍進行第二次擴充選秀後轉任助理管理。

## 經歷
- 新竹市西門國小少棒隊
- 新竹市成德高中青少棒隊
- 新竹市立成德高級中學青棒隊
- 中華職棒Lamigo桃猿（2016年－2019年）
- 中華職棒味全龍（2020年）

## 職棒生涯成績
未出賽，轉任味全龍行政人員。

## 外部連結
- 江忠垣在台灣棒球維基館上的頁面（繁體中文）
- 江忠垣在中華職棒